# Caddo
La Nación Caddo es una confederación de varias etnias del sudeste estadounidense, tribus que tradicionalmente habitaron gran parte de lo que hoy es el este de Texas, el norte de Luisiana y partes del sur de Arkansas y Oklahoma. Hoy la Nación Caddo es una tribu reconocida federalmente con capital en Binger, Oklahoma. Varias de las diferentes variedades de lenguas caddoanas que existían en la antigüedad desaparecieron dejando una única variedad usada como vehículo de comunicación del grupo.

## Instituciones gubernamentales y civiles

Cruz solar de la tribu caddo

La Nación Caddo se conocía anteriormente como la Tribu India Caddo de Oklahoma. Una constitución tribal prevé un consejo tribal que consta de ocho miembros con un presidente, con sede en Binger, Oklahoma. El complejo tribal, instalaciones de baile, y el Museo del Patrimonio Caddo están situados al sur de Binger. 5757 personas están inscritas en la tribu, 3044 viven en el estado de Oklahoma. La tribu opera mediante su propia autoridad de vivienda y tienen sus propias placas vehiculares. Mantienen centros administrativos, zonas de baile, varios centros comunitarios, y la oficina de NAGPRA.
Varios proyectos existen para promover las tradiciones de los Caddo. La tribu patrocina un campamento de verano de la cultura para los niños. La Sociedad Hasinai y el Caddo Culture Club mantienen las canciones y bailes caddo, mientras que la Fundación Kiwat Hasinay se dedica a preservar el idioma caddo.

### Funcionarios tribales actuales
- Presidente: Brenda Shemayme Edwards
- Vicepresidente: Abierto
- Secretario: Eloise Hargo (Secretario Adjunto)
- Tesorero: Carla Chico
- Representante, Fort Cobb: Eloise Harjo
- Representante, Anadarko: Anna Donaghey
- Representante, Binger: Marilyn Williams Threlkeld
- Representante, Oklahoma City: Kenny Poindexter

## Extensión geográfica
Los Caddo vivieron en los Piney Woods, ecorregión de los Estados Unidos hasta las estribaciones de los montes Ozark y a menudo cerca del río Caddo. Los Piney Woods es un denso bosque de hoja caduca y coníferas, plantas con flores tapizan el suelo, valles escarpados e intermitentes humedales llamados bayous. 
Varios pueblos de caddo fueron reasentados, incluida la comunidad de Elysian Fields y Nacogdoches, Texas, y Natchitoches, Luisiana, los cuales han mantenido sus nombres originales. Los Caddo fueron trasladados progresivamente hacia el oeste hasta llegar a lo que hoy es el oeste de Oklahoma. La geografía de las llanuras secas fue un gran contraste con el bosque montañoso exuberante que antes era su patria. La comida de los Caddo varió en muchos tipos, el maíz seco se hizo más común. Las semillas de girasol y calabazas también son alimentos básicos importantes de interés cultural, así como los pavos salvajes.

## Historia

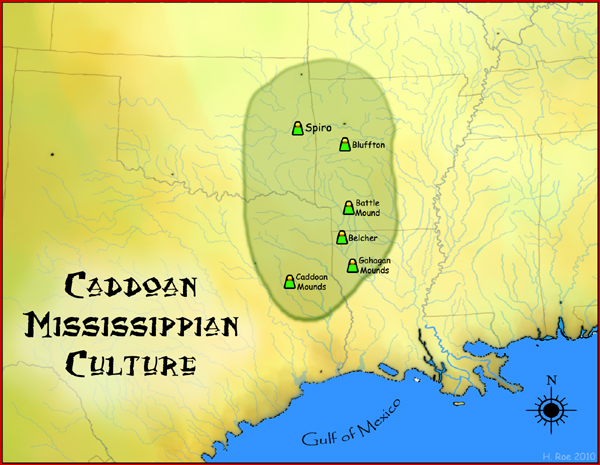
Mapa de la cultura misisipi-caddoana y sitios importantes

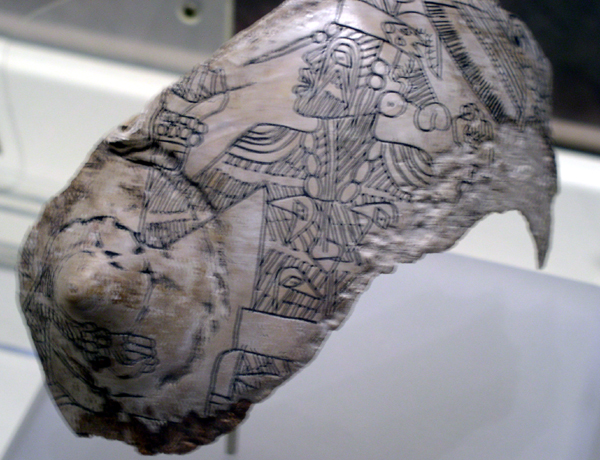
Grabado caddoano en un caracol

### Época precolombina
Se cree que los Caddo son una extensión de los pueblos de los bosques, de la cultura Fourche Maline y Mossy Grove, culturas que vivieron en la zona de Arkansas, Luisiana, Oklahoma y Texas entre 200 a. C y 800 d. C. Los Wichita y los Pawnee están relacionados con los Caddo, como lo demuestran sus lenguas caddoanas. Hacia el 800 d. C. esta sociedad había comenzado a fundirse en la cultura misisipi-caddoana. Algunos pueblos comenzaron a ganar importancia como centros ceremoniales, con residencias para la élite y templos. Los montículos se organizaron en torno a plazas abiertas, que por lo general se mantuvieron estables y se utilizaron a menudo para realizar sus ritos. Como las ideas religiosas y sociales se desarrollaron, algunas personas y linajes familiares ganaron la prominencia sobre otros. Hacia el año 1000 la sociedad caddoana compleja había surgido. En 1200 los numerosos pueblos, aldeas y granjas caddoanas empezaron a cultivar maíz en grandes cantidades. Sus habilidades artísticas y construcción de edificios florecieron durante los siglos XII y XIII. Los montículos Spiro, algunos de los más elaborados en los Estados Unidos, fueron hechas por antepasados de los Caddo y Wichita. Los Caddo eran agricultores y aprovechaban de las buenas condiciones de crecimiento vegetal en la mayor parte del año. Sin embargo, los Piney Woods, la zona geográfica en la que vivían, se vio afectada por la gran sequía, desde 1276 hasta 1299.
La evidencia arqueológica de continuidad cultural es ininterrumpida desde la prehistoria hasta la actualidad, es incuestionable que los ancestros directos de los Caddo y relacionados con el lenguaje caddo fueron los constructores de la cultura misisipi-caddoana y siguen siendo los mismos que ahora conforman la confederación caddo.

### Época colonial y moderna

Kaw-u-tz, fotografiada en 1906

Los Caddo entraron en contacto con europeos por primera vez en 1541 cuando la expedición de Hernando de Soto llegó a través de sus tierras. La fuerza de De Soto tuvo un choque violento con una tribu de indios caddo, los Tula, cerca de Caddo Gap, Arkansas. Este evento está marcado por un monumento que se encuentra en la pequeña ciudad de la actualidad.
Las tribus caddo se dividieron en tres confederaciones cuando fueron encontradas por primera vez por los europeos, los Hasinai, los Kadohadacho y los Natchitoches, que estaban vagamente afiliados con otras tribus. Los Hasinai vivieron en el este de Texas, los Kadohadacho vivían cerca de la frontera de Texas, Oklahoma y Arkansas, y los Natchitoches vivían en el norte de Luisiana.
Con la llegada de los misioneros de España y Francia, la epidemia de viruela estalló y diezmó la población. Sarampión, gripe y malaria también llegaron y devastaron a los Caddo, ya que estas fueron las enfermedades euroasiáticas a las que no tenían inmunidad.
Antes del amplio contacto con los europeos, una parte del territorio caddo fue invadido por la migración de los Osage, los Ponca, los Omaha y los Kaw, que se habían trasladado inicialmente al oeste cerca de 1200, debido a tiempos de guerra con los iroqueses en el río Ohio, zona de la actual Kentucky. Particularmente los Osage dominaron a los Caddo y empujaron a algunos fuera de su antiguo territorio, se hicieron dominantes en la región de Misuri, Arkansas, Kansas y Oklahoma. Las nuevas tribus llegaron a estar bien asentadas en sus nuevas tierras tradicionales al oeste del Misisipi con el contacto con los europeos a mediados del siglo XVIII.
Después de haber cedido el valle del Ohio, los Caddos negociaron el área primero con los españoles, luego con los franceses, y finalmente con los colonos angloamericanos. Después la compra de Luisiana en 1803, el gobierno de Estados Unidos trató de aliarse con los Caddos. En 1835 la Kadohadacho, la confederación caddo septentrional, firmó un tratado con los EE. UU. para migrar a México. Esta zona se transformó rápidamente a causa del gran aumento de inmigración de los estadounidenses de origen europeo, que en 1836 declararon su independencia de México como la República de Texas. De hecho Texas viene palabra Hasinai Táysha, que significa 'amigo', a través del español Tejas.
En 1845, cuando Texas fue admitido en los EE. UU. como un estado, el gobierno forzó la reubicación de ambas etnias, los Hasinai y los Kadohadacho en la Reserva Brazos. En 1859 muchos de los Caddo fueron reubicados en territorio indio al oeste del río Misisipi. Después de la Guerra Civil, los Caddo se concentraron en una reserva ubicada entre los ríos Washita y Canadian.
A finales del siglo XIX, los Caddo tomaron como religión la danza a los espíritus, que estaba muy extendida entre los pueblos indígenas norteamericanos en el oeste. John Wilson, un Caddo-Delaware fue un médico que solo hablaba caddo, era un líder influyente en la danza a los espíritus. En 1880, Wilson se convirtió en un maestro del peyote. La tribu había conocido la ceremonia del peyote de la media luna, pero Wilson introdujo la ceremonia de la luna grande a los Caddo. La tribu caddo sigue siendo muy activa en la religión nativa norteamericana el día de hoy.
Después de la vuelta del siglo, la Ley de Curtis desmanteló las instituciones tribales. La Ley de Dawes fue dirigida para la asimilación mediante la ruptura de tierras tribales en asignaciones para personas individuales. Opuesto vigorosamente a la adjudicación caddo, Whitebread, líder caddo, dijo, que "a causa de sus vidas pacíficas y la amistad con el hombre blanco, y por medio de su ignorancia no fueron consultados, y fueron ignorados y atrapado en un rincón, así dejando de existir con sufrimiento".
La Ley de Bienestar Indio de Oklahoma de 1936 proporcionó la oportunidad para que los Caddo pudieran reformar su gobierno tribal. Se organizaron en 1938 como la Tribu India Caddo de Oklahoma. Ratificaron su constitución el 17 de enero de 1938. En 1976, se redactó una nueva constitución. Durante el siglo XX, líderes caddo como Melford Williams, Harry Guy, Hubert Halfmoon, y Vernon Hunter han dado forma a la tribu.
En una elección especial el 29 de junio de 2002, se realizaron seis enmiendas a la constitución. La inscripción tribal está abierto a personas con una mínima documentada de 1/16 grados de sangre con genética caddo.

### Historia oral

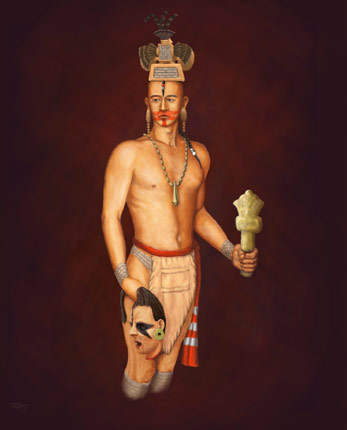
Un sacerdote Caddoano, con una maza ceremonial de pedernal. Artista Herb Roe.

La historia oral caddo dice que la tribu salió de una cueva subterránea, llamada Chahkanina o "el lugar de llorar", ubicado en la confluencia de los ríos Red y Misisipi en el norte de Luisiana. Su líder, llamado Luna, pidió a la gente no mirar hacia atrás. Un hombre Caddo de edad avanzada llevaba consigo un tambor, una pipa, y fuego, los cuales eran elementos religiosos. Su esposa lleva maíz y semillas de calabaza. Como surgieron personas y animales para acompañarlos, el lobo se volvió y la salida se cerró al resto de las personas y los animales.
El pueblo caddo se movió hacia el oeste por el río Red o Bah'hatteno en Caddo. Una mujer caddo, Zacado, instruyó a la tribu en la caza, la pesca, la construcción de viviendas, y la ropa. La religión caddo se centra en Kadhi háyuh, que se traduce como "Señor de Arriba" o "Señor del Cielo." En los primeros tiempos, las personas fueron dirigidos por sacerdotes, entre ellos un sacerdote jefe, el xinesi, que podía comunicarse con los espíritus que residían cerca de los templos caddo. Un ciclo de ceremonias correspondió al cultivo de maíz. El tabaco fue y es usado ceremonialmente. Los primeros sacerdotes tomaban un sacramento hecha de hojas de olivo para purificarse.